# Мољет дел Ваљес
Мољет дел Ваљес (шп. Mollet del Vallès) град је у Шпанији у аутономној заједници Каталонија у покрајини Барселона. Према процени из 2008. у граду је живело 51.912 становника.

## Становништво
Према процени, у граду је 2008. живело 51.912 становника.
| 1991.  | 2001.  |
| ------ | ------ |
| 40.877 | 47.270 |

## Партнерски градови
- Риволи
- San Juan de Cinco Pinos
- Равензбург